# بانگکی
بانگکی (به لهستانی:  Bańki) یک روستا در لهستان است که در گمینا بیلسک پودلاسکی واقع شده‌است. بانگکی ۱۳۰ نفر جمعیت دارد.